# Fonz
Fonz es un municipio y localidad española de la provincia de Huesca, en la comunidad autónoma de Aragón. Ubicado en la comarca del Cinca Medio, tiene una población de 851 habitantes (INE 2020). Comprende, además de la localidad homónima, el núcleo de población de Cofita.

## Situación y clima
Fonz se halla situada al sur de las sierras exteriores pirenaicas, próxima al canal de Aragón y Cataluña, a 471 m sobre el nivel del mar. Forma parte de la comarca del Cinca Medio y se encuentra a 15 km de Monzón —la capital comarcal— y a 18 km de Barbastro.
Su temperatura media anual es de 13,2 °C y su precipitación anual, 475 mm.

## Toponimia
La villa de Fonz recibe su nombre de la evolución lingüística de la palabra latina fontes (fuentes) como consecuencia de la abundancia de manantiales existentes en su término municipal. Existe una fuente pública de seis caños, auténtico monumento histórico-artístico renacentista datado en 1567, en el que figuran los siguientes versos en latín:

Fons sine fonte fluens,

huius radiantis origo

aethereo nostram

fonte repele sitim
Fuente que fluyes sin fuente,
origen de este manantial,
apaga nuestra sed
con la fuente celestial

## Historia
En el término municipal de Fonz se encuentran varios yacimientos arqueológicos de la Edad de Hierro y de la Edad del Bronce, como el Tozal de la Gaya, el de la Manzana o el de Urría.

### Prehistoria
Durante la edad de Bronce existieron hasta cinco distintos núcleos de poblamiento en el término actual de Fonz:
- Palau I: Situado en el centro del valle de Palau, dominando el barranco de las Planas y que se eleva en un montículo de 591 metros de altura. Aquí se han hallado fragmentos de cerámica y de sílex aunque el aterrazamiento del terreno para el uso agrícola ha alterado los restos.
- Albotez: Se encuentra en un promontorio a escasos 800 metros del núcleo de Fonz y en él se han encontrado restos de cerámica con decoración de cordones de dedadas.
- Viña Tremosa: Aunque se encuentra en el término de Estadilla, está en el límite con Fonz. Es el único yacimiento de la zona que no se encuentra en un tozal, ya que se encuentra en una llanura. Hay noticias de la aparición de fragmentos de grandes tinajas con decoración digital y de cordones.
- Tozal de la Manzana: Situado en un emplazamiento estratégico a 398 metros de altura, desde aquí se controlaba tanto la llanura de Fonz y las primeras estribaciones de las sierras exteriores como la zona del cauce del Cinca, que se sabe que estuvo habitado durante toda la Edad de Bronce.
- La Gaya: Se sitúa a un kilómetro al suroeste del Tozal de la Manzana en un promontorio de 438 metros, lo que le daba un control visual de la zona excelente. Los restos indican su poblamiento hacia el Bronce Final aunque recientemente también se han encontrado elementos como una punta de flecha de sílex.

Durante la edad del Hiero yacimientos como el Tozal de la Manzana mantuvieron su población ya que se han encontrado campos de urnas, típicos de los enterramientos de la cultura de los campos de urnas. A través de las fuentes romanas sabemos que los Ilergetes habitaban las llanuras de Huesca y Lérida además de que se han encontrado monedas ilergetas de la ceca de Iltirta en Estadilla.

### Edad Antigua
La expansión romana iniciada con el desembarco de Cneo Escipion en Ampurias en el 218 a. C. llegó a la zona de La Litera, Baja Ribagorza y el Valle del Cinca entre los siglos III y II a. C. ya que Iacca fue tomada en el 194 a. C. y Gracurris lo fue en el 218 a. C.
Según Moner, a los pies de la villa se encontraba un yacimiento romano que a día de hoy no se ha descubierto. Aunque a través de la arqueología se han podido localizar dos yacimientos romanos de explotaciones agropecuarias.

### Edad Media

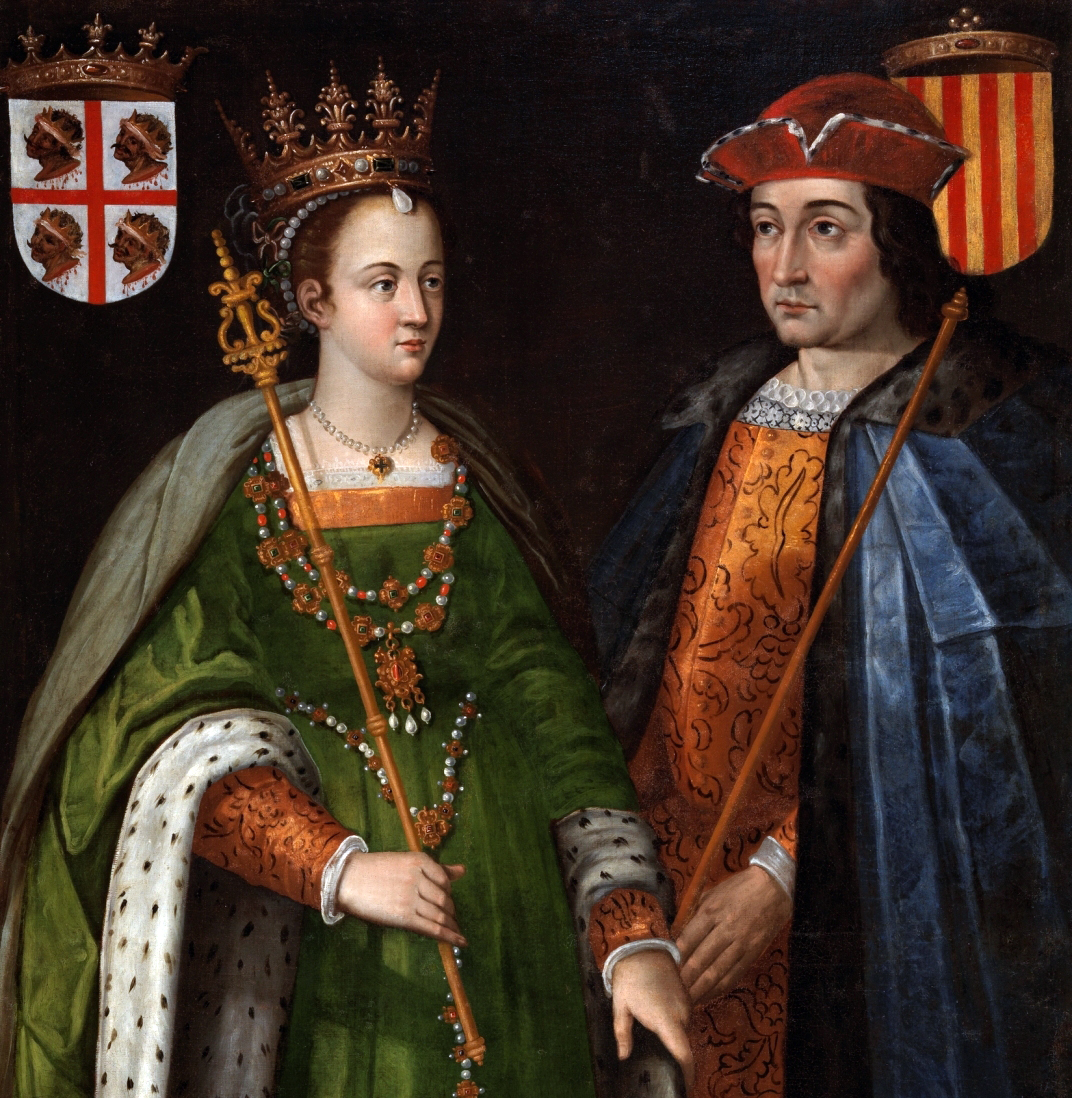
Óleo de Petronila de Aragón y Ramón Berenguer IV de Barcelona (según la interpretación de Filippo Ariosto, de 1586); este monarca reconquistó Fonz alrededor de 1142.

La primera documentación escrita sobre Fonz aparece en la crónica de Al Razi en relación con la llegada de Musa ibn Nusair y sus ejércitos a finales de 714. Durante el dominio musulmán, se construyó en la parte más alta de la localidad un castillo-fortaleza, del que apenas subsisten posibles restos de muralla.
La reconquista de Fonz fue acaudillada por Ramón Berenguer IV (1140-1144), quien luego cedió la villa a la Orden del Temple. Posteriormente, el maestre de la orden Fray Melchor Rovira la permutó por el monte Gardeny de Lérida en 1149. En la Edad Media, las fronteras del Reino de Aragon y el condado de Barcelona fueron cambiando de acuerdo a las circunstancias políticas, y Fonz perteneció tanto a uno como a otro reino; fue el monarca Jaime II quien, en 1300, incorporó definitivamente las comarcas de Ribagorza, La Litera y Fraga al reino aragonés. En aquella época, la villa contaba con tres recintos amurallados, de los que se conservan las posibles puertas del Arco de Codera, Portal de Febas, el Portalé y el Portal de Moner.

### Edad Moderna
El esplendor de la villa llegó en el siglo XVI cuando confluyeron, por una parte, la prosperidad económica y, por otra, el ser elegida como lugar de veraneo por el obispo de Lérida y otras familias nobles. Ello conllevó la edificación de numerosos palacios y mansiones, de los cuales aún se conservan una decena. También se erigió la Fuente de Seis Caños en 1567. A comienzos del siglo XVII la colaboración económica de los vecinos permitió emprender la construcción de la actual Iglesia parroquial.

### Edad Contemporánea
Un ilustre foncense, Pedro María Ric (III barón de Valdeolivos) junto a su esposa, la condesa de Bureta, jugaron un importante papel en la Guerra de la Independencia. Él era el Regente de la Real Audiencia de Aragón y estuvo al lado del general Palafox en la defensa de Zaragoza, siendo luego diputado en las Cortes de Cádiz de 1812. En Fonz estableció un plan de defensa de la zona mientras la condesa se encargaba de enardecer los ánimos de los foncenses. En el marco de esta guerra, el 20 de mayo de 1809 tuvo lugar en esta localidad la batalla del Cinca, en la cual participaron varios pueblos de la comarca, obteniéndose una gran victoria. Una veintena de oficiales franceses fueron hechos prisioneros y obligados a pasear encadenados ante los balcones del regente y la condesa.
El historiador Pascual Madoz, en su Diccionario geográfico-estadístico-histórico de España y sus posesiones de Ultramar de 1845, describe de la siguiente manera a Fonz:

Situada en la falda y al Sur de un monte en la orilla izquierda y á 1 legua del río Cinca... tiene sobre 400 casas de construcción sólida y buena distribución interior, de 2 y 3 pisos, forman varias calles mal empedradas y pendientes, [y] una plaza en el centro de la población.

Las Guerras Carlistas no tuvieron especial repercusión en el municipio, pero la Guerra Civil supuso la pérdida de gran parte de su patrimonio religioso.
Actualmente la localidad alberga el archivo del barón de Valdeolivos en el palacio de los barones del mismo nombre, de gran importancia para la heráldica, la genealogía o la sigilografía aragonesas, sin olvidar importante material sobre la guerra de la Independencia.

## Demografía
Fonz cuenta con una población de 893 habitantes (INE 2024).
| Gráfica de evolución demográfica de Fonz entre 1842 y 2021                                                          |
| |
| Población de derecho según los censos de población del INE Población de hecho según los censos de población del INE |

## Administración y política
| Período             | Alcalde                         | Partido  |  |
| ------------------- | ------------------------------- | -------- |  |
| 1979-1980 1980-1983 | Vicente Salazar Latorre         | UCD Ind. |  |
| 1979-1980 1980-1983 | Vicente Salazar Latorre         | UCD Ind. |  |
| 1983-1987           |                                 |          |  |
| 1987-1991           |                                 | PAR      |  |
| 1991-1995           |                                 | PSOE     |  |
| 1995-1999           | María Josefa Lacambra Radigales | PSOE     |  |
| 1999-2003           | Enrique Badía Gracia            | PAR      |  |
| 2003-2007           | Enrique Badía Gracia            | PAR      |  |
| 2007-2011           | Enrique Badía Gracia            | PAR      |  |
| 2011-2015           | José Teodoro Ferrer Perostes    | PSOE     |  |
| 2015-2019           | José Teodoro Ferrer Perostes    | PSOE     |  |

| Partido político    | Partido político                                   | 2003   | 2007   | 2011   | 2015   | 2019   |
| Partido político    | Partido político                                   | Ediles | Ediles | Ediles | Ediles | Ediles |
|                     | Partido de los Socialistas de Aragón (PSOE-Aragón) | —      | 3      | 3      | 4      | 3      |
|                     | Partido Aragonés (PAR)                             | 4      | 3      | 1      | 2      | —      |
|                     | Chunta Aragonesista (CHA)                          | 3      | 1      | 2      | 1      | 1      |
|                     | Partido Popular de Aragón (PP)                     | 2      | 2      | 3      | —      | 3      |
| Total de concejales | Total de concejales                                | 9      | 9      | 9      | 7      | 7      |

## Patrimonio
Fonz cuenta con una plaza declarada Monumento Histórico Artístico en 1976, una interesante iglesia parroquial y diversos palacios diseminados por diferentes lugares del pueblo, por lo que atesora un importante patrimonio.

### Arquitectura civil

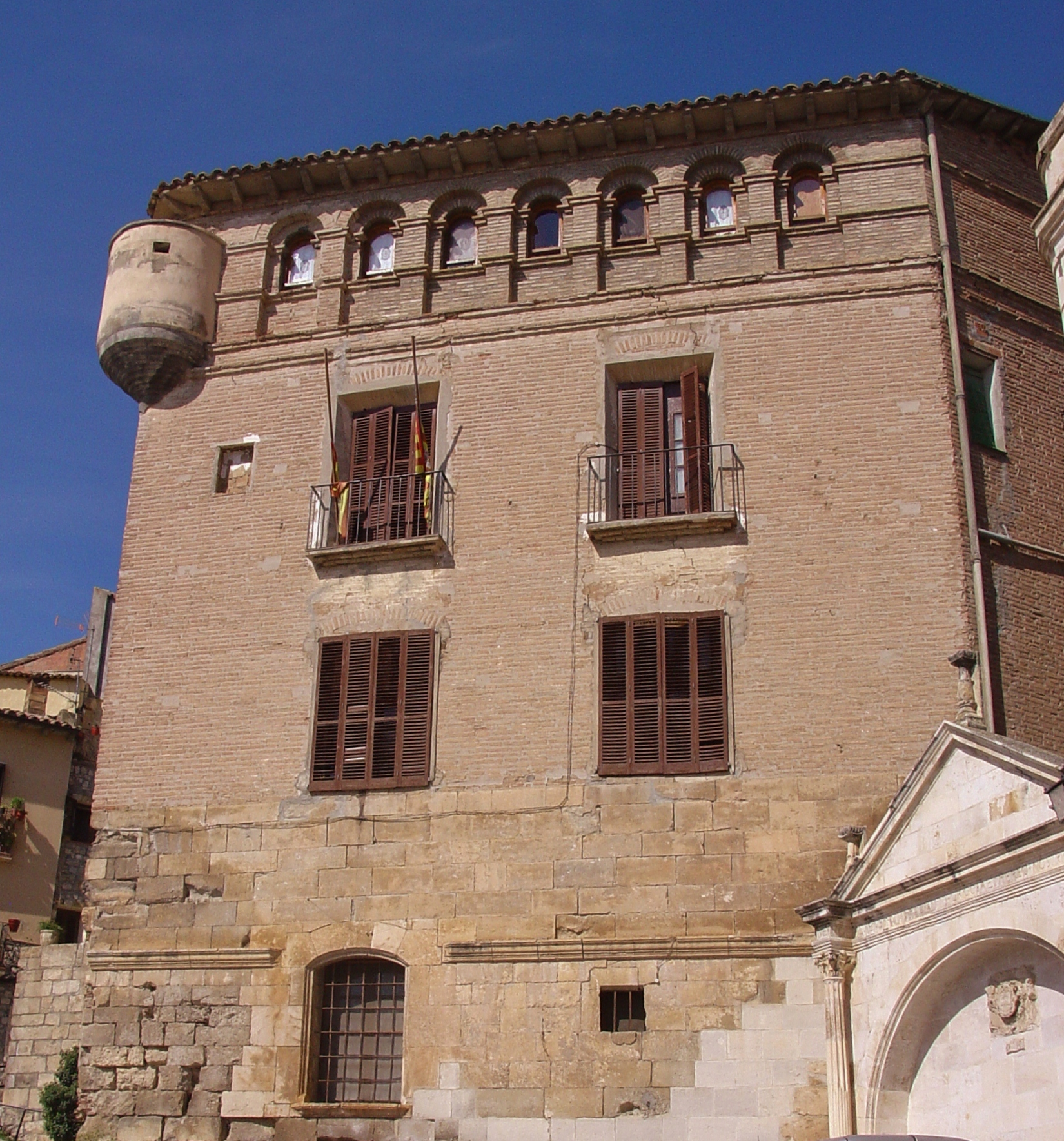
Fuente de Fonz (abajo a la derecha) y Casa de Gómez Alba.

Se conservan once casas nobles en la localidad, reflejo de antiguas infanzonías, que responden al uso de materiales de la época, construyendo sus bajos en piedra y sus pisos superiores en ladrillo, mientras que el enlucido de fachadas quedaba en general reservado para las viviendas de menos categoría.
Entre ellas, se encuentra el imponente Palacio de los Gómez Alba, lindando con la más sencilla casa del erudito arabista Francisco Codera Zaidín. El Palacio de los Gómez Alba es un edificio del siglo XVI con un primer cuerpo de piedra, anexo al cual existe otro donde en tiempos pudo haber bodegas o caballerizas, mientras que el resto es de ladrillo. A lo largo de la història más reciente ha tenido diferentes usos: fue seminario durante la guerra civil, convento de religiosas carmelitas en las décadas 60/70, colegio de infantil y primaria, academia de bachillerato elemental, residencia de ancianos y centro de día de mayores, que es su actual función.
Descendiendo un poco se accede a la fuente, realizada en 1567, de concepción clasicista y una de las más monumentales de Aragón. Siguiendo los pasos por la singular y alargada plaza, a mano izquierda, se llega a la Casa Guilleuma —del siglo XVIII—, Casa Camón y el Ayuntamiento. Este último edificio fue residencia de verano de los obispos de Lérida hasta la desamortización de los bienes eclesiásticos. Construido en los primeros años del siglo XVI, su fachada principal presenta tres plantas, albergando su última planta un Centro de Interpretación del Renacimiento. Al final de la plaza, se alzan la Casa Bardaxí y la Casa Carpi.

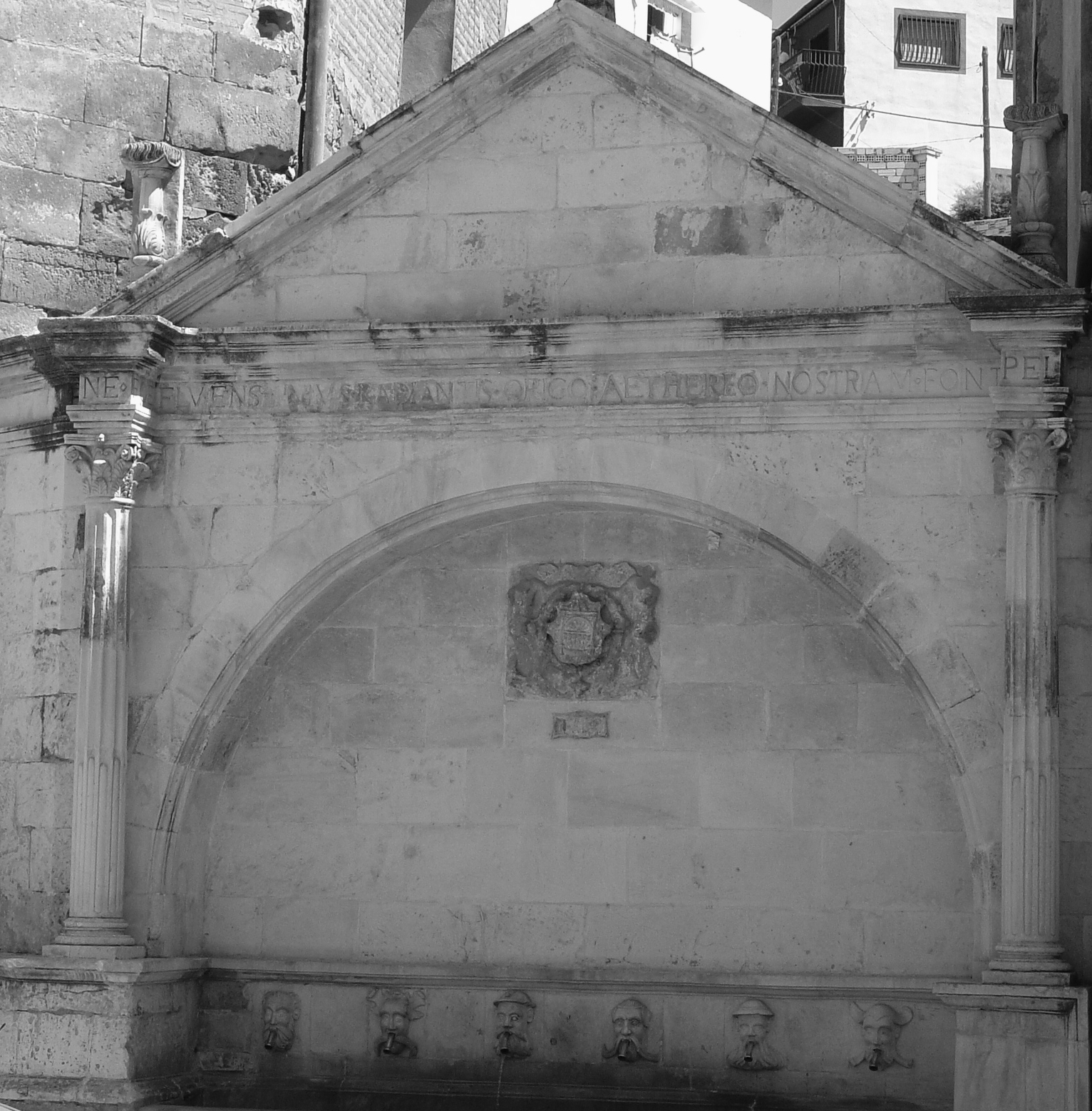
Fuente monumental de Fonz (1567).

Otra casa-palacio, la Casa Moner, fue lugar de nacimiento de Pedro Cerbuna, fundador de la Universidad de Zaragoza, así como del erudito y cronista don Joaquín Manuel de Moner y de Siscar. En la misma calle se emplaza la Casa Fiscal, palacete con rico mobiliario, y a su izquierda, la Casa Montroset.
Mención especial merece la Casa Ric, casa solariega edificada en 1613. En su interior destacan la bóveda de lunetos que cubre el rectángulo de la caja de escaleras; los marcos y puertas dieciochescas de los salones nobles; la sala de San Miguel o de la Música, cubierta con bóveda deprimida y ornamentada con pinturas; y la alcoba de Pedro María Ric, decorada también con trampantojos que la tradición atribuye, como las anteriores, a fray Manuel Bayeu y Subías. Alberga el archivo-biblioteca de los Barones de Valdeolivos, cuya cronología abarca desde 1242 hasta el siglo XX.
La plaza Mayor de la población forma un conjunto de gran interés dentro de la arquitectura civil altoaragonesa. Porticada en buena parte, está enriquecida en todo su perímetro por nobles edificios de traza renacentista y plateresca con importantes aleros. Existe una cruceta, situada actualmente en la pequeña terraza que da a la plaza, que antiguamente se alzaba en medio de la propia plaza.

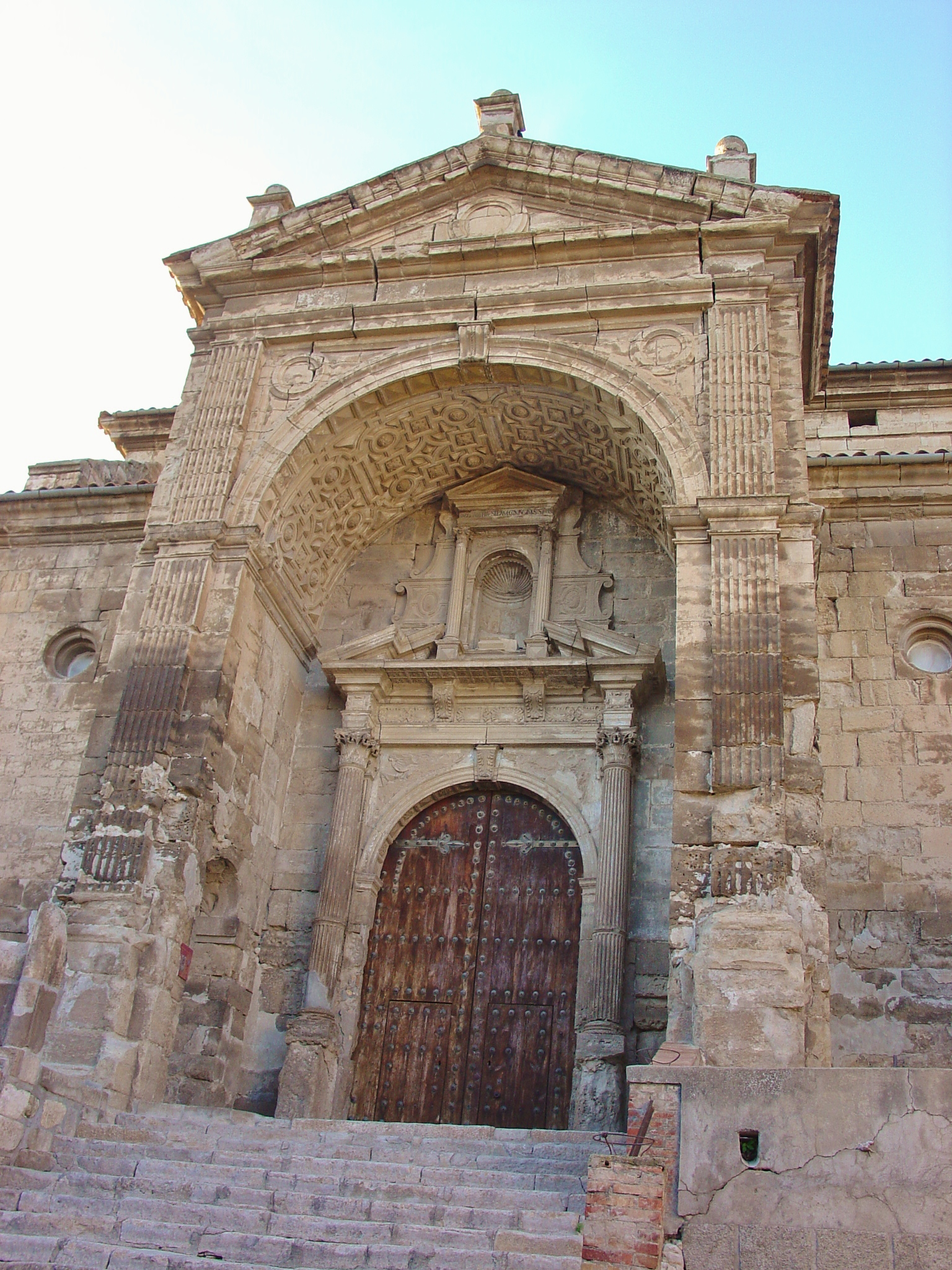
Pórtico de la iglesia de la Asunción.

### Arquitectura religiosa
El casco urbano de Fonz se estructura en torno a la Iglesia de Nuestra Señora de la Asunción, situada en lo alto de la colina. De estilo renacentista, fue construida entre 1606 y 1617. Consta de una nave central y dos laterales cubiertas por bóvedas estrelladas, con ábside poligonal y coro posterior. Todo el templo está construido en sillería, tanto en el exterior como en el interior, donde se reserva ésta para los elementos estructurales y ornamentales. Al exterior destacan la portada y el pórtico, situados en la fachada meridional. El pórtico abre en un gran arco de medio punto moldurado, flanqueado por pilastras acanaladas dóricas sobre elevados basamentos. La torre se encuentra adosada a la cabecera. Tiene tres cuerpos, el inferior de planta cuadrada y los superiores de planta octogonal, cuyas dimensiones van reduciéndose en altura.

## Fiestas
- San Blas, patrón del pueblo, en cuyo honor se enciende una hoguera que permanece encendida toda la noche con los vecinos en torno a ella. Desde antiguo, ese día se aprovecha la subida al madero del gallo, tradición consistente en colocar un alto tronco de chopo pulido y enjabonado en la plaza por la cual los mozos tratarán de ascender para coger un gallo atado en lo alto. Tiene lugar el 3 de febrero.
- Santa Águeda, fiesta que se celebra el 5 de febrero, en la cual las mujeres han recuperado la tradición de salir a rondar con una mula.
- La Asunción o Virgen de Agosto. Son las fiestas mayores que tienen lugar el 15 de agosto. A ella está dedicada la iglesia parroquial.

## Gastronomía
Típicas en Fonz son las pencas con abadejo, plato que se sirve en Nochebuena, así como el recau de monte, muy económico y sabroso, o la matanza del tocino, de la que se extraen croquetas.
Como plato fuerte está la espaldeta de cordero al horno, y de postre los pastillos de calabaza o melón de Cofita. En repostería destacan las magdalenas, las rosquillas huecas, los crespillos, el roscón de San Blas, el brazo de gitano y las tortadas. También se cuenta con el aceite de oliva virgen producido y envasado en la Villa.